# الحبس

تعديل مصدري - تعديل

الحبس هي إحدى حارات حي يريم بمدينة يريم أحد مدن محافظة إب، بلغ تعداد سكانها 186 نسمة حسب تعداد اليمن لعام 2004.